# Associazione Calcio Ospitaletto 1986-1987
Questa voce raccoglie le informazioni riguardanti l'Associazione Calcio Ospitaletto nelle competizioni ufficiali della stagione 1986-1987.

## Rosa
| N. |                   | Ruolo | Calciatore              |
| -- | ----------------- | ----- | ----------------------- |
|    | Italia (bandiera) | C     | Massimiliano Aiello     |
|    | Italia (bandiera) | D     | Pierpaolo Baiguera      |
|    | Italia (bandiera) | D     | Matteo Baiguini         |
|    | Italia (bandiera) | D     | Claudio Bellini         |
|    | Italia (bandiera) | C     | Massimo Bodini          |
|    | Italia (bandiera) |       | Boglioli                |
|    | Italia (bandiera) | C     | Paolo Bonfadini         |
|    | Italia (bandiera) | C     | Oliviero Borra          |
|    | Italia (bandiera) | C     | Roberto Breda           |
|    | Italia (bandiera) | P     | Ivan Conti              |
|    | Italia (bandiera) | P     | Nello Cusin             |
|    | Italia (bandiera) | D     | Marco Antonio De Marchi |
|    | Italia (bandiera) | D     | Giuseppe Di Sarno       |

| N. |                   | Ruolo | Calciatore           |
| -- | ----------------- | ----- | -------------------- |
|    | Italia (bandiera) | A     | Antonino Gambino     |
|    | Italia (bandiera) | C     | Maurizio Gilardi     |
|    | Italia (bandiera) | A     | Ugo Guerra           |
|    | Italia (bandiera) | D     | Francesco Landuzzi   |
|    | Italia (bandiera) | C     | Massimo Mazzucchelli |
|    | Italia (bandiera) | D     | Marco Monza          |
|    | Italia (bandiera) | A     | Ivan Parigi          |
|    | Italia (bandiera) | A     | Stefano Preti        |
|    | Italia (bandiera) | A     | Luca Rainieri        |
|    | Italia (bandiera) | A     | Carlo Rossi          |
|    | Italia (bandiera) | C     | Angelo Savoldi       |
|    | Italia (bandiera) | C     | Pietro Strada        |
|    | Italia (bandiera) | C     | Fabio Viviani        |